# Cavidad pericárdica
En anatomía, la cavidad pericárdica es el espacio que queda entre la hoja visceral del pericardio y la hoja parietal de este mismo. Se encuentra revestida por el mesotelio de ambas hojas. En su interior se aloja el líquido pericárdico (15-50 mL aproximadamente). 
La cavidad pericárdica, también llamada espacio pericárdico, permite el movimiento libre del corazón durante los movimientos de contracción y relajación del mismo, y evita la fricción entre ambas hojas pleurales.
La inflamación del pericardio, llamada pericarditis, cursan con un aumento del líquido pericardio. Las causas más frecuentes de pericarditis son: infecciones bacterianas o víricas, enfermedades autoinmunes, metástasis pulmonares, traumatismos e infarto agudo de miocardio.